# Прапор Франконії

Прапор Франконії

Прапор Франконії (нім. Frankenfahne  або Frankenflagge ) є символом Франконії, регіону в Північній Баварії та частини Тюрінгії, Гессена та Баден-Вюртемберга в Німеччині.

## Опис

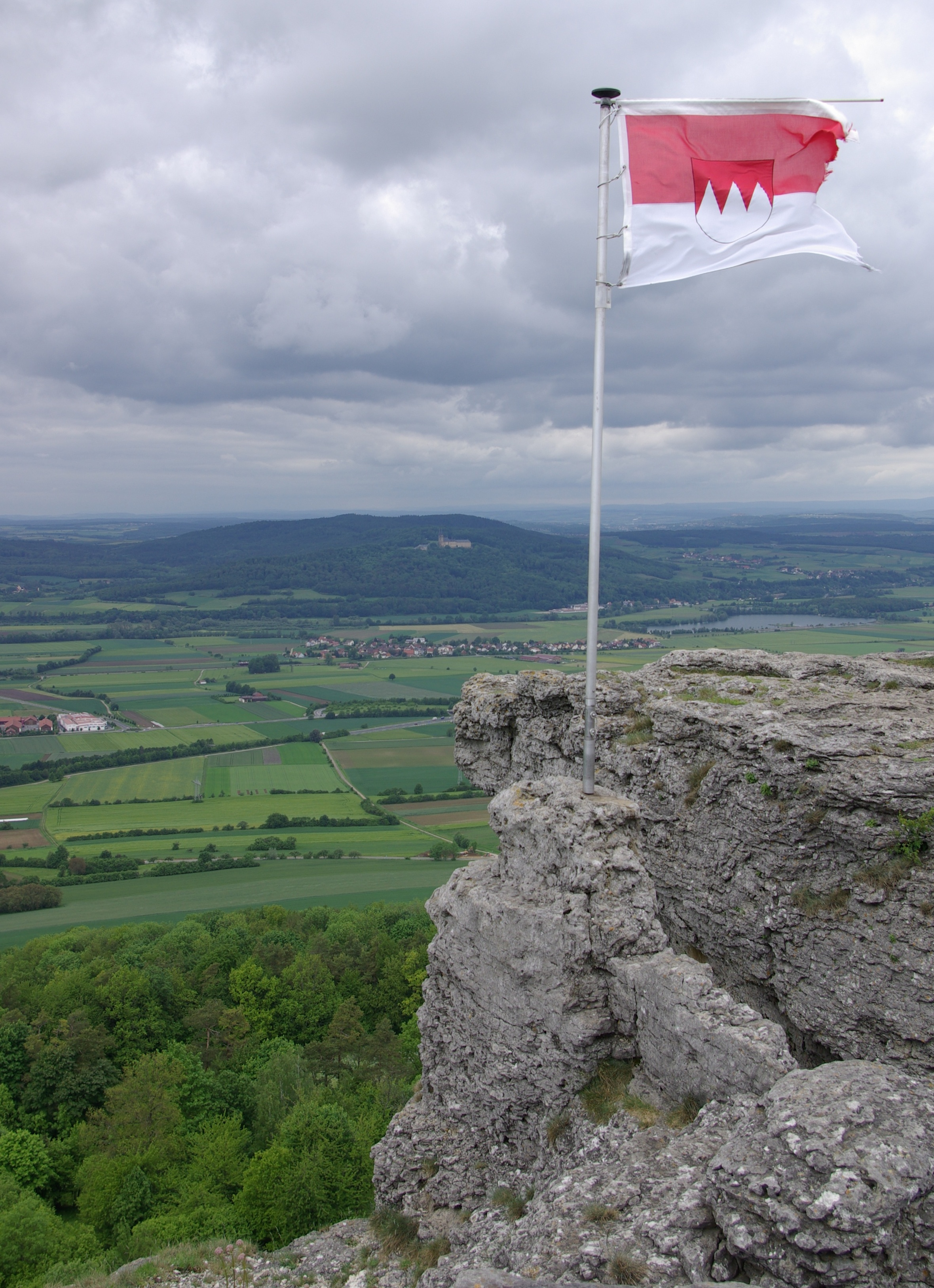
Прапор Франконії на скелях Штаффельберга

Прапор складається з двох горизонтальних смуг однакової товщини, верхньої червоного кольору, нижньої білого або геральдичного срібла.  Франконські граблі зазвичай ставлять у центрі. Також поширене слово Franken («Франконія») білими літерами на чорному полі над граблями. Хоча це не офіційно, франконські граблі також часто використовуються як сам прапор, замінюючи горизонтальні смуги граблями. Франконський прапор не є ні державним символом, ні емблемою суверенітету, оскільки Франконія є лише географічним або культурним регіоном, а не адміністративною одиницею. Він використовується в основному в дні фестивалів або в подібних цілях приватними особами та клубами. На День Франконії його також може підняти влада. В округах Франконії герб відповідного округу (Верхньої, Середньої або Нижньої Франконії) може замінити франконські граблі. Прапор також іноді видно неправильно з перевернутими кольорами.

## Історія
Прапор бере свої кольори від так званих франконських граблів. Цей герб вперше з'явився на початку 14 століття на могилі Вюрцбурзького принца-єпископа Вольфрама Вольфскеля фон Грумбаха, а також на печатці села Герольцхофен. Це був символ франконського герцогського суверенітету, яким номінально володіли вюрцбурзькі князі-єпископи. Ці кольори також мали польові прапори контингентів солдатів Франконського округу в Імператорській армії Священної Римської імперії. Проте прапор не був символом усієї Франконії, оскільки вона ніколи не була окремою державою. Коли в 1835 році було введено новий герб Баварії, чиновники, відповідальні за це завдання, подбали про визнання франконських територій. Вони обрали франконські граблі як емблему всієї Франконії, яка з тих пір була інтегрована в гербове досягнення.

## Суперечка про прапор

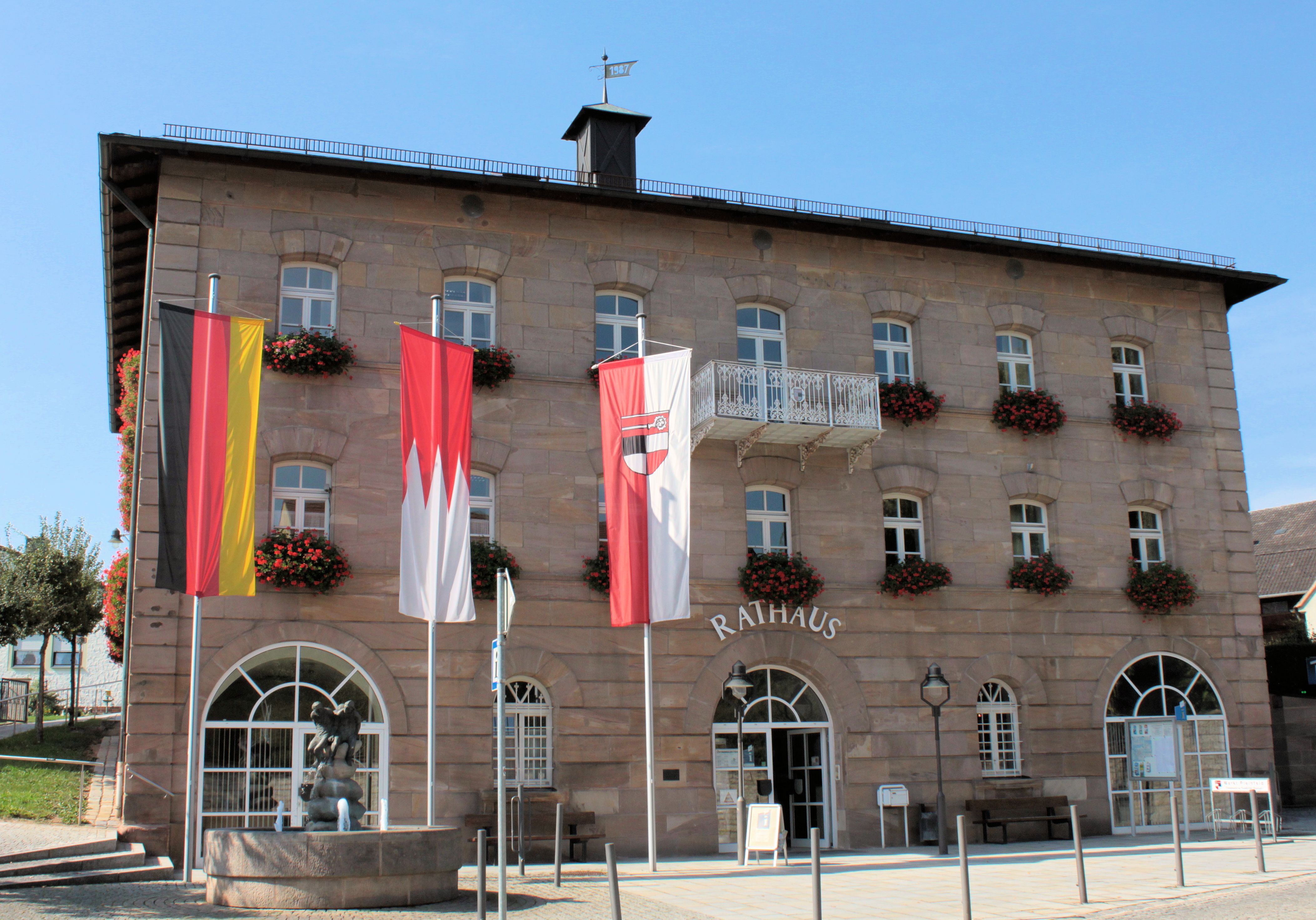
Приспущений прапор Франконії прапор передратушею Плейнфельда в окрузі Вайсенбург-Гунценгаузен, Середня Франконія
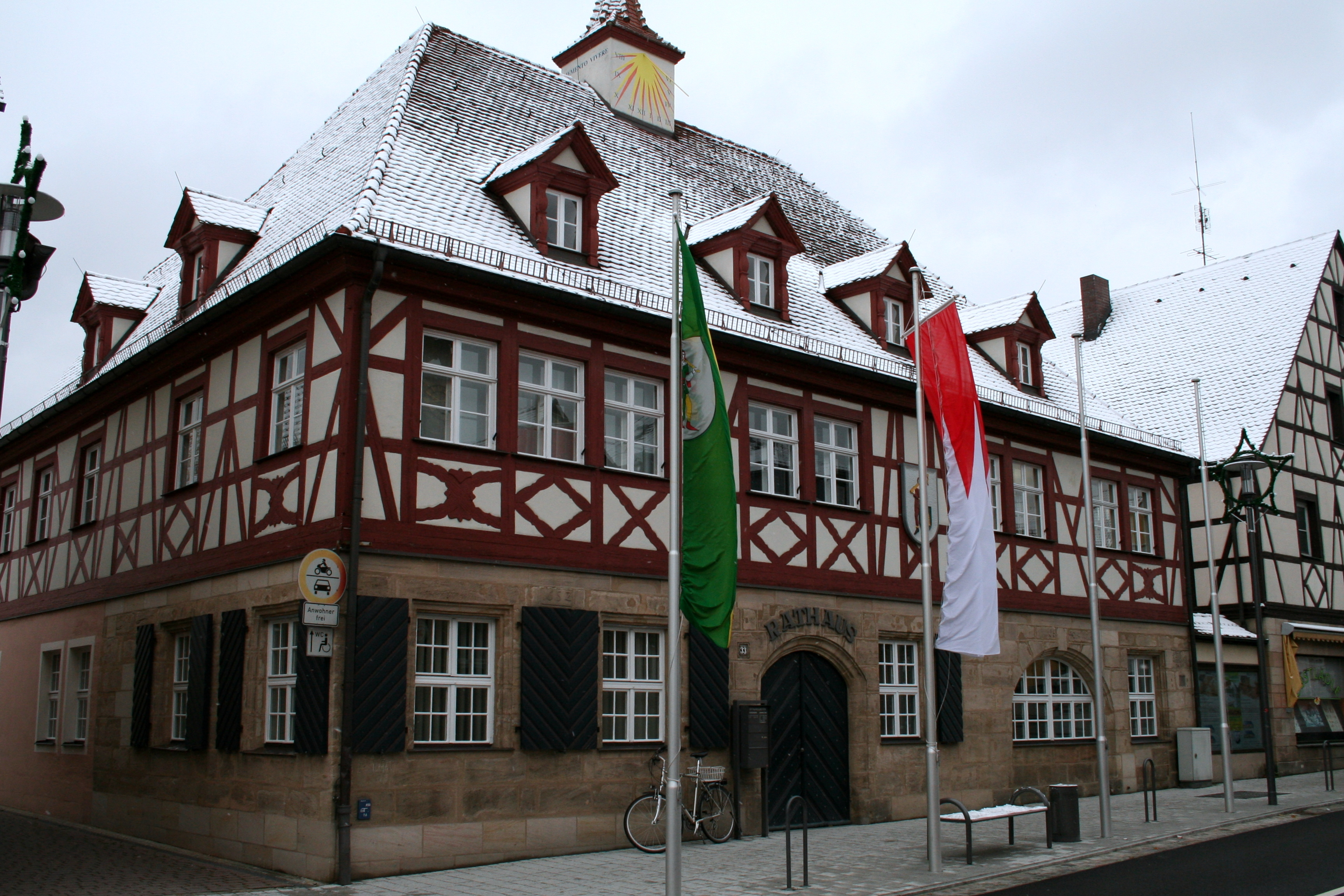
Прапор Франконії перед ратушею Фейхта,Нюрнбергерська земля, Середня Франконія
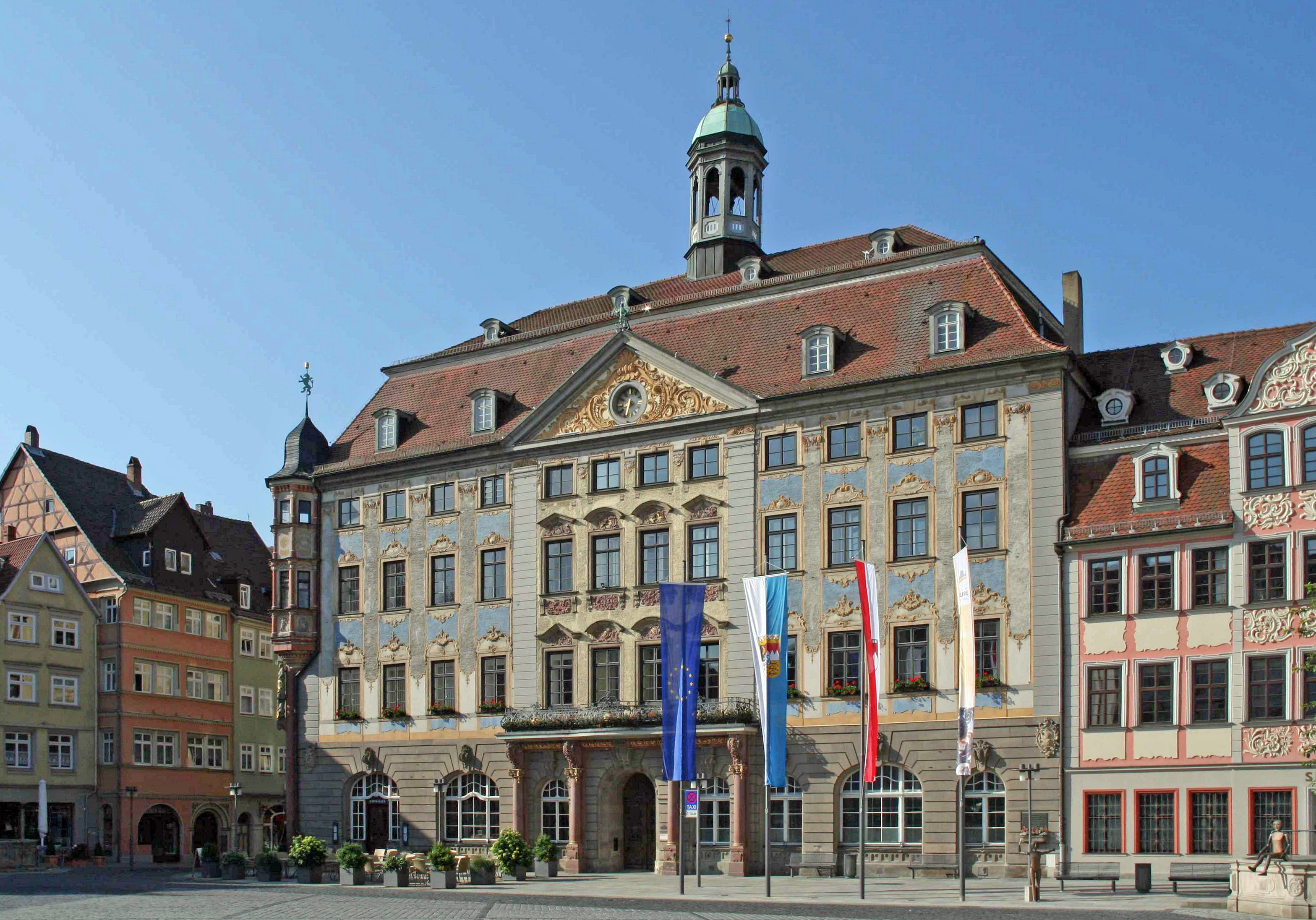
Прапор Франконії перед ратушею Кобурга,Верхня Франконія

Із запровадженням Дня Франконії почали вивішувати прапори Франконії на громадських будівлях. Але оскільки це не державний прапор, у цьому запиті було відмовлено Лантагом Баварії. Однак у 2012 році конституційний комітет ландтагу вирішив, що прапор можна піднімати з метою реклами на громадських будівлях поруч із Прапором Німеччини, Прапором Баварії та Прапором Європи, оскільки держава не мала ані можливості, ані права забороняти це.
Більше суперечок було навколо прапорів на Нюрнберзькому замку. У 2008 році на замку вперше замайорів прапор Баварії. Багато місцевих жителів сприйняли це як образу. Члени парламенту від СДПН вимагали, щоб Вільна держава також вивісила на замку прапор Франконії. Однак цю вимогу відхилив міністр внутрішніх справ Баварії Йоахім Херрманн. Влітку 2009 року лорд-мер Ульріх Малий загострив суперечку щодо прапора, але дозволив підняти муніципальний прапор Нюрнберга поруч із прапорами Німеччини та Баварії. Оскільки він теж червоно-білий, версія без міського герба нагадує прапор Франконії. Включно з необхідним додатковим восьмиметровим флагштоком вартість склала 25 000 євро. Влітку 2012 року прапори знову змінили: на палаці, головній будівлі замку, німецький прапор замінили на прапор Баварії. На флагштоку, де досі вивішувався цей прапор Баварії (вежа Гейдентурм), тепер висів прапор Франконії. Прапор Німеччини тепер майорів на стовпі, встановленому для неї просто неба.
Прапор Франконії також використовується як символ футбольної команди Франконії.